# Bismut
Bismut is een scheikundig element met symbool Bi en atoomnummer 83. Het is een roodwit hoofdgroepmetaal.

## Ontdekking
In het verleden werd bismut vaak verward met tin of lood omdat het daar veel eigenschappen mee deelt. In 1753 lukte het de Franse wetenschapper Claude François Geoffroy om bismut te scheiden van lood.
De naam is afkomstig van het Duitse Wismut, wat vermoedelijk een verbastering is van witte massa.

## Toepassingen
Bismut wordt veel toegepast bij de productie van cosmetica en geneesmiddelen (bijvoorbeeld bismutsubsalicylaat, dat tegen indigestie wordt gebruikt). Daarnaast zijn er nog andere industriële toepassingen:
- Bismanol (een legering van mangaan en bismut) kan worden gebruikt om sterke permanente magneten te maken.
- Het lage smeltpunt van veel bismutlegeringen maakt het geschikt voor toepassing in brandmelders. Het wordt daarom gebruikt in de legering woodsmetaal.
- Als katalysator wordt bismut gebruikt in de kunststofindustrie.
- In nucleaire installaties kan bismut als drager van 233U en 235U worden gebruikt.
- Bismut wordt gebruikt met een legering van tin voor een coating op zwaluwstaartbladen van straalmotoren
- Bismut wordt gebruikt bij solderen. De eigenschap dat het bij afkoelen uitzet, maakt bismut hier in sommige gevallen zeer geschikt voor.
- Vuurwerk wordt soms verrijkt met bismut om bepaalde kleureffecten te verkrijgen. Het geeft een azuurblauwe kleur.
- In een eutectisch mengsel met lood als koelmiddel in een loodgekoelde reactor

Sinds het begin van de jaren negentig wordt onderzocht in hoeverre bismut als niet-giftige vervanger van lood bij verschillende industriële processen kan worden toegepast, zoals de hagel in een hagelpatroon van een jachtgeweer, dat nu reeds van toepassing is.

## Opmerkelijke eigenschappen

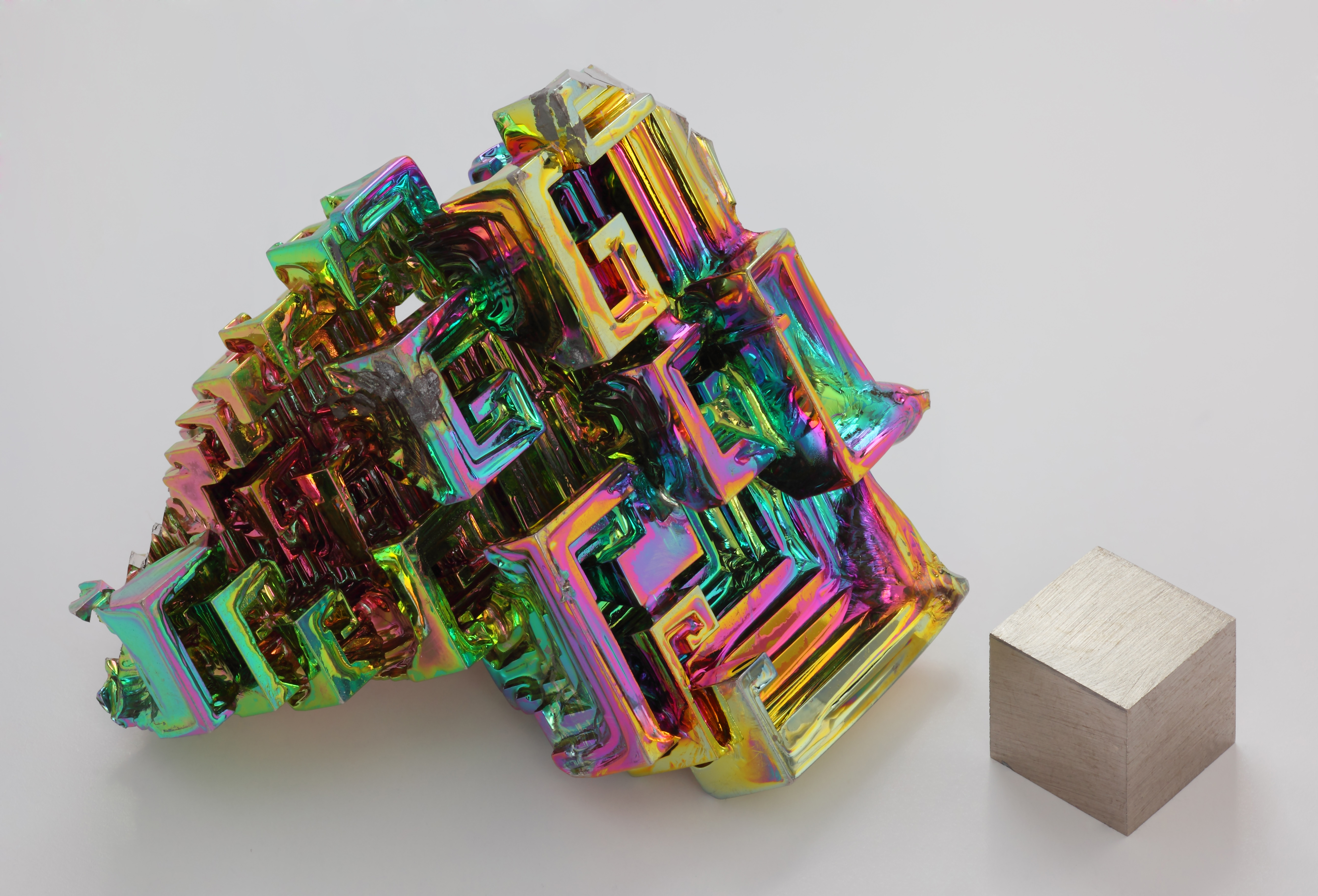

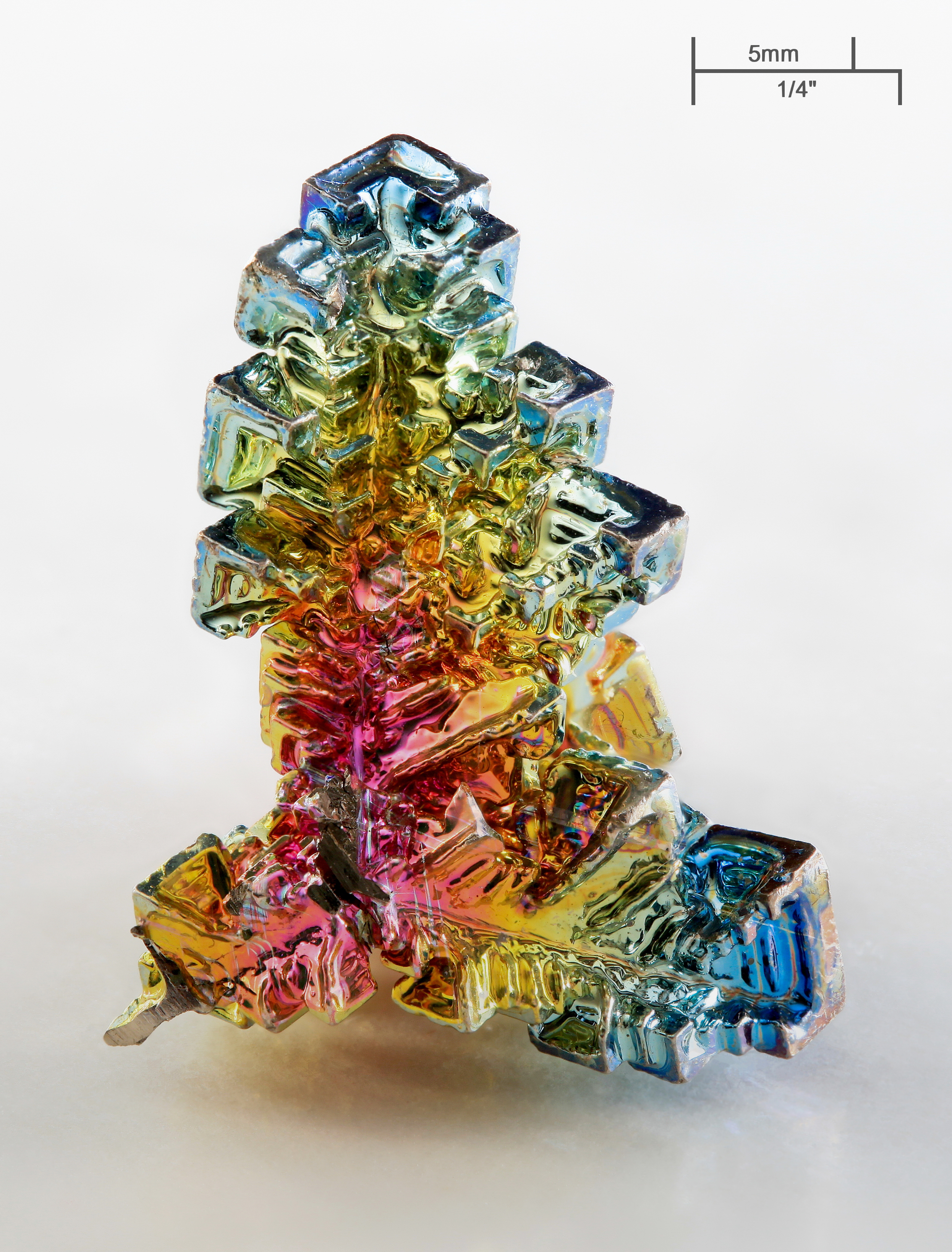
Synthetisch bismutkristal. Het oppervlak bestaat uit een iriserende, zeer dunne oxidatielaag.

Bismut is een breekbaar zwaar metaal dat als enige van die groep niet giftig is. De thermische geleidbaarheid is lager dan die van alle andere metalen, behalve kwik. Daarnaast is bismut het meest diamagnetische metaal. Het heeft een zeer gering elektrisch geleidingsvermogen en vertoont van alle metalen het hoogste hall-effect, wat betekent dat de elektrische geleiding afneemt onder invloed van een magnetisch veld. Bismut verbrandt onder vorming van een heldere blauwgroene vlam.
Bismut is een van de weinige stoffen die uitzetten bij bevriezen; een eigenschap die het metaal deelt met water en gallium. Hierdoor  kunnen zeer scherpe afgietsels gemaakt worden. 
Lange tijd werd bismut algemeen gezien als het zwaarste stabiele element van het periodieke systeem, omdat alle zwaardere atomen radioactief zijn. In 2003 ontdekten Franse onderzoekers echter dat de stabielste isotoop, bismut-209, toch zeer zwak radioactief is.

## Verschijning
De belangrijkste bronnen van bismut zijn de mineralen bismutiniet en bismiet welke voornamelijk worden aangetroffen in Canada, Bolivia, Japan, Mexico en Peru. In de Verenigde Staten is bismut een bijproduct van de koper- en loodwinning. Andere bismuthoudende mineralen zijn bismutiet, tellurobismutiet en tetradymiet.

## Isotopen
| Meest stabiele isotopen | Meest stabiele isotopen | Meest stabiele isotopen | Meest stabiele isotopen | Meest stabiele isotopen | Meest stabiele isotopen |
| Iso                     | RA (%)                  | Halveringstijd          | VV                      | VE (MeV)                | VP                      |
| ----------------------- | ----------------------- | ----------------------- | ----------------------- | ----------------------- | ----------------------- |
| 207Bi                   | syn                     | 31,55 j                 | EV                      | 2,399                   | 207Pb                   |
| 208Bi                   | syn                     | 3,68·105 j              | EV                      | 2,880                   | 208Pb                   |
| 209Bi                   | 100                     | 1,9·1019 j              | α                       |                         | 205Tl                   |

Hoewel er van bismut geen stabiele isotopen bestaan, zijn er wel enkele met een dusdanige lange halveringstijd, dat ze als stabiel kunnen worden beschouwd. Bismut-209 heeft bijvoorbeeld een halveringstijd van 1,9 × 1019 jaar (ongeveer een miljard keer de leeftijd van het heelal) en komt dus nog van nature voor. Daarnaast is een klein aantal radioactieve isotopen bekend met middellange halveringstijden.

## Toxicologie en veiligheid
Hoewel bismut tot de zware metalen behoort, is het onschadelijk voor organismen, sommige bacteriën uitgesloten. In de Middeleeuwen was reeds bekend dat bismutverbindingen enigszins antiseptisch en bloedstelpend zijn.